# رطوبة

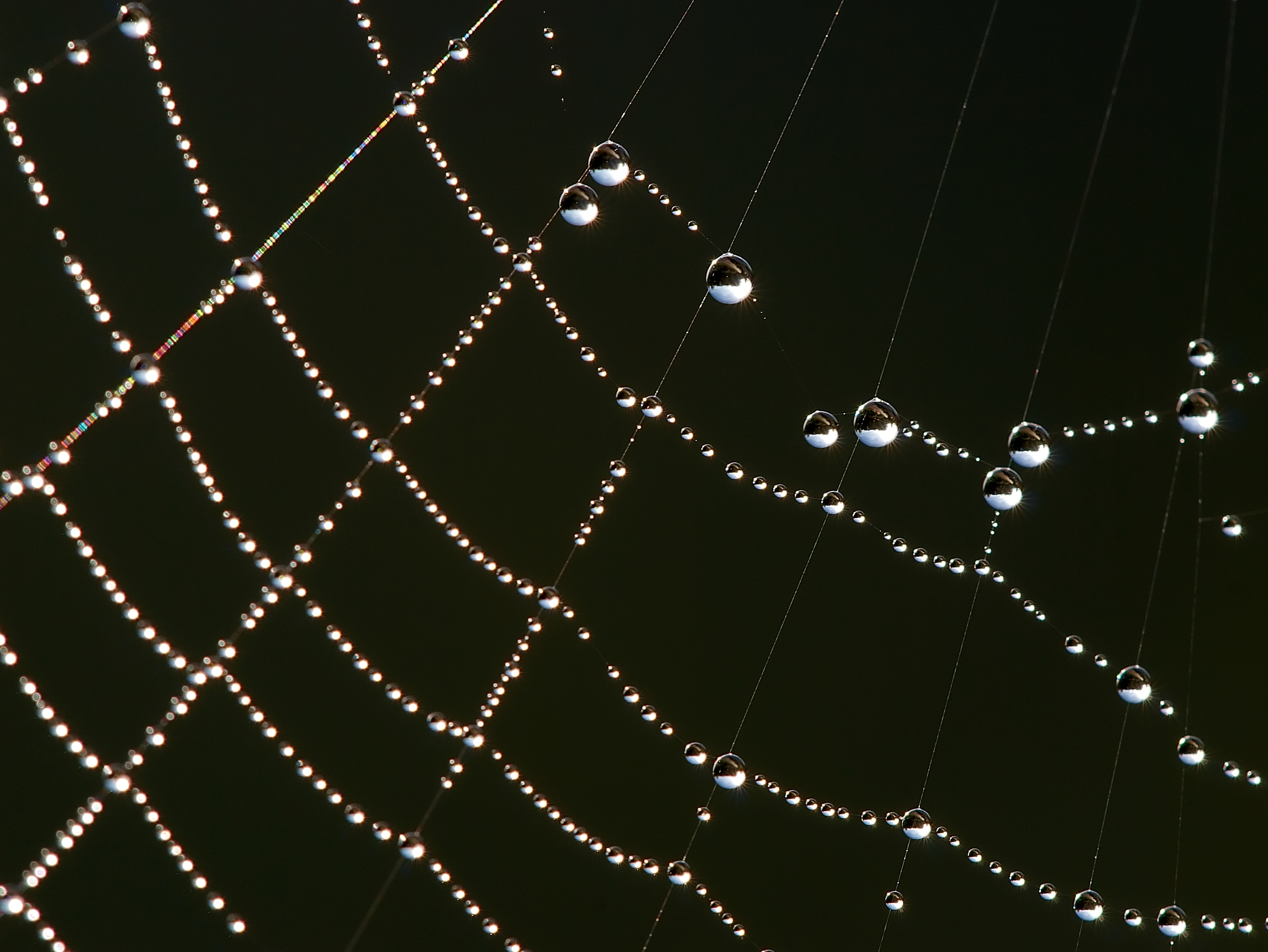
الندى عل شبكة العنكبوت

الرطوبة هي تعبير يشير إلى كمية سائل، وخاصة الماء، والموجودة في جسم ما سواء أكان في الحالة الغازية أم في الحالة الصلبة.
يعبر عن كمية الماء المسببة للرطوبة في مجال الفيزياء وعلم المواد باسم المحتوى المائي.
للإشارة إلى الرطوبة في الهواء يستخدم مصطلح رطوبة الهواء (أو الرطوبة الجوية)، والتي أحياناً يشار إليها بمجرد الرطوبة.

## مقياس الرطوبة
محتوى الهواء من الماء يسمى عادة رطوبة الهواء. ورطوبة الهواء المطلقة تعطي كمية الماء الموجودة في وحدة الحجم من مخلوط غازات، ومقياسها جرام ماء ·متر−3.
والرطوبة النسبية هي حاصل قسمة كمية بخار الماء عند درجة حرارة معينة في الغاز، مقسوما على مقدار التشبع بالبخار عند تلك درجة الحرارة، مضروبا في 100 ؛ فتكون الوحدة: % لرطوبة الهواء النسبية.

وفي حالة أن يكون الهواء مشبعا بالرطوبة، أي عندما تكون الرطوبة النسبية 100% يكون جزء من الماء في الهواء سائلا. ويوصف هذا المخلوط من الغاز والسائل بأنه ضباب.

## رطوبة التربة
رطوبة التربة هي مقدار المياه العالقة، وكمية الماء التي تحتفظ به حجارة تسمى «ماء مسامي»، وما يحتفظ به الجلد «رطوبة البشرة»، وما يحتفظ به الخشب «رطوبة الخشب».
كما أن وجود رطوبة في مباني يسمى «أضرار رطوبة» أو «ضرر مائي».
ترتبط رطوبة مادة ما بصفات مختلفة. منها ما ينفش أو ينكمش بامتصاصه الماء أو فقدانه. وبذلك تختلف خواص المادة من ناحية الموصلية الكهربائية، الموصلية الحرارية، ومعامل الاحتكاك، ومتانة الانتفاخ.
انتزاع الماء من مادة أو من سطح شيء ما يسمى تجفيف أو «انتزاع الماء».

## تعيينه بالتحليل
بغرض تعيين رطوبة عينة يستخدم جهاز يعمل بالأشعة تحت الحمراء. ويشمل هذا الجهاز مجفف وميزان. وتستخدم فيه الأشعة تحت الحمراء كمصدر للحرارة.
تتخلل الأشعة تحت الحمراء حتى 1عمق 1 سنتيمتر في المادة المراد تجفيفها، وفي نفس الوقت تتحول الطاقة الضوئية إلى طاقة حرارية.
ويقدر مقدار الرطوبة بواسطة ميزان يمكنه قياس فرق الوزنين للعينة، قبل وبعد انتزاع الماء؛ ويحسبها الجهاز ويعطي مقدار الرطوبة في المئة (%) مباشرة.
كما يمكن تعيين مقدار الماء في عينة بواسطة التحليل الكيميائي طبقا لطريقة كارل-فيشر.
في الصناعة ولتعيين انسياب الماء من مبنى يمكن إجراء طريقة لتعيين الرطوبة وهي طريقة التأثير. وهي تعتمد على قياس تغير الجهد لحقل كهربائي حيث تقارن قياسات قطب كهربائي يوضع على منطقة جافة ومنطقة رطبة. ويختلف السمك المقاس باختلاف نوع المادة وسمكها بين 40 و 100 مليمتر، ولا تتعرض المادة لأضرار بسبب عملية القياس.